# Галаліт
Галаліт («Молочний камінь») - пластмаса, зміцнена казеїн.

## Історія
У 1897 р. німецький друкар Адольф Спіттлер винайшов спосіб зміцнення казеїну (у вигляді згорнутого молока) за допомогою формальдегіду. Цей тип пластмаси - галаліт - використовувався до 30-х роках XX сторіччя для виготовлення ґудзиків, ручок для парасольок і інших численних дрібних предметів.